# Lisa Schorr

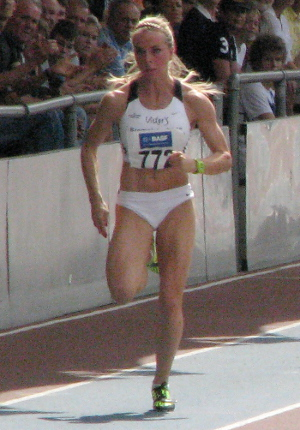
Lisa Schorr beim DLV-WM-Testwettkampf 2011 in Mannheim

Lisa Schorr (* 30. Mai 1982 in Homburg) ist eine deutsche Leichtathletin, die sich auf den Sprint spezialisiert hat.

## Leben
Sie wurde 1999 Deutsche B-Jugendmeisterin über 100 Meter. Mit der deutschen 4-mal-100-Meter-Staffel kam sie bei den U18-Weltmeisterschaften im selben Jahr auf Platz vier. Bei den U23-Europameisterschaften 2003 in Bydgoszcz gewann sie mit der Staffel (Tanja Kuckelkorn, Lisa Schorr, Katja Wakan, Nadine Hentschke) in 44,59 s die Bronzemedaille. 2004 wurde sie für den Europacup nominiert.
Schorrs Karriere war immer wieder von Verletzungen überschattet. Ihr erfolgreichstes Jahr war 2009. Zuerst wurde sie Deutsche Hochschulmeisterin. Dann lief sie mit neuem Saarlandrekord bei den Deutschen Meisterschaften in Ulm in 11,34 s auf Platz drei. Aufgrund ihrer Leistungen wurde sie vom DLV für die Weltmeisterschaften nominiert, die im selben Jahr in Berlin ausgetragen wurden. Dort war Schorr Ersatzläuferin für die deutsche Staffel, die die Bronzemedaille gewann.
Sie startete von 1993 bis 1997 für die LG Saar 70 und wechselte dann zum SV Saar 05 Saarbrücken. An der Universität des Saarlandes begann sie ein Studium der Sportwissenschaft.